# Alessioporus
Alessioporus — рід грибів родини Boletaceae. Назва вперше опублікована 2014 року.

## Класифікація
До роду Alessioporus відносять 2 види:
- Alessioporus ichnusanus
- Alessioporus rubriflavus